# Hoperius
Hoperius là một chi bọ cánh cứng trong họ Dytiscidae.
Chi này được Fall miêu tả khoa học năm 1927.

## Các loài
Chi này gồm các loài:
- Hoperius planatus Fall, 1927